# Hanumenahalli, Sidlaghatta
Hanumenahalli là một làng thuộc tehsil Sidlaghatta, huyện Kolar, bang Karnataka, Ấn Độ.